# Pokus o převrat v Togu 1986
Neúspěšný pokus o státní převrat v Togu v roce 1986 byl pokus o puč, ke kterému došlo v Togu 23. září 1986. O převrat se pokusila skupina sedmdesáti ozbrojených disidentů, kteří přišli do hlavního města Lomé z Ghany. Neúspěšně se pokusili svrhnout vládu prezidenta a generála Gnassingbé Eyadémy.

## Pokus o puč
Podle rozhlasových zpráv vjeli rebelové asi ve 20:00 UTC do Lomé (ležícím nedaleko hranic s Ghanou) se 30 až 40 kamiony. Zamířili přímo do vojenského tábora, kde sídlil Eyadéma, a zahájili palbu automatickými zbraněmi a raketomety. Rebelové také zaútočili na rozhlasovou stanici a sídlo vládní strany RPT.
Z rozhlasových zpráv vyplývá, že útok rebelů byl odražen a protiútok vedl samotný Eyadéma. Na rozdrcení převratu se podílely jednotky i válečná letadla Tožských ozbrojených sil. V závislosti na zdroji bylo během celonočních pouličních bojů zabito nejméně 13 nebo 14 lidí a 19 povstalců bylo zajato. Podle zpráv rozhlasu bylo zabito i šest civilistů.
Úředníci západoněmeckého Ministerstva zahraničních věcí v Bonnu uvedli, že při bojích zahynul i západoněmecký občan.

## Následky
Po pokusu o puč byla uzavřena ghansko-tožská státní hranice. Lidem bylo nařízeno, aby vyklidili ulice hlavního města, a byl vydán zákaz vycházení. Na základě žádosti prezidenta Eyadémy o vojenskou pomoc Francie 26. září 1986  francouzské ministerstvo obrany přislíbilo vyslání svých jednotek i vojenských letadel. Ministerstvo uvedlo, že jednotky budou vyslány podle dohody z roku 1963 mezi Togem a Francií.
Během prezidentských voleb konaných 21. prosince 1986 byl úřadující prezident Eyadéma opětovně zvolen. Zemi poté vládl až do své smrti 5. února 2005.